# Мисс Элизабет
Эли́забет Энн Хью́летт (англ. Elizabeth Ann Hulette, 19 ноября 1960, Франкфорт — 1 мая 2003, Мариетта, Джорджия) — американский менеджер в рестлинге, более известная как Мисс Элизабет.
Она получила международную известность с 1985 по 1992 год в World Wrestling Federation (WWF, ныне WWE) и с 1996 по 2000 год в World Championship Wrestling (WCW), в роли менеджера рестлера Рэнди Сэвиджа, а также других рестлеров того периода. Она умерла в результате острого отравления 1 мая 2003 года в доме, который она делила с рестлером Лексом Люгером.

## Смерть
1 мая 2003 года в Мариетте, Джорджия, Люгер позвонил по номеру 9-1-1 и сообщил, что Хьюлетт не дышит. Она не реагировала на реанимацию рот в рот, и парамедики отвезли ее в отделение скорой помощи больницы WellStar Kennestone, где ее объявили мертвой в возрасте 42 лет. Медицинский эксперт назвал причиной смерти «острое отравление», вызванное смесью болеутоляющих средств и водки. Ее смерть была признана несчастным случаем. Хьюлетт была похоронена на кладбище Франкфорт.